# 24 Cephei
24 Cephei, som är stjärnans Flamsteed-beteckning, är en ensam stjärna i den mellersta delen av stjärnbilden Cepheus. Den har en skenbar magnitud på ca 4,79 och är synlig för blotta ögat där ljusföroreningar ej förekommer. Baserat på parallaxmätning inom Hipparcosuppdraget på ca 8,4 mas, beräknas den befinna sig på ett avstånd på ca 394 ljusår (ca 121 parsek) från solen. Den rör sig närmare solen med en heliocentrisk radialhastighet på ca -17 km/s.

## Egenskaper
24 Cephei är en gul till vit ljusstark jättestjärna av spektralklass G7 II-III. Äldre källor har listat den som en ordinarie jättestjärna av spektralklass G8 III. Den har en massa som är ca 3,5 gånger solens massa, en radie som är ca 13 gånger större än solens och utsänder ca 210 gånger mera energi än solen från dess fotosfär vid en effektiv temperatur på ca 5 000 K. I stjärnans position finns en källa till röntgenstrålning.